# Día Mundial del Niño
El Día Mundial del Niño  es una celebración anual que tiene lugar el 20 de noviembre desde 1955, proclamado por la Asamblea General de las Naciones Unidas en 1954.

## Proclamación
El Día Mundial del Niño también conocido como Día Universal del Niño o Día Mundial de la Infancia, fue proclamado por la Asamblea General de las Naciones Unidas el 14 de diciembre de 1954, con el objetivo de promover el bienestar infantil y fomentar la fraternidad entre los niños de todas las naciones. La resolución instaba a los países a conmemorar esta jornada para concienciar sobre los derechos de la infancia y su desarrollo integral, así como para apoyar los principios de la Carta de las Naciones Unidas.Aunque se estableció el 20 de noviembre como la fecha oficial, la ONU permitió a cada país elegir una fecha alternativa según sus propias circunstancias y tradiciones nacionales.

## Celebración
Se celebra cada 20 de noviembre en conmemoración de dos hitos importantes en la protección de los derechos infantiles: la adopción de la Declaración de los Derechos del Niño en 1959 y la aprobación de la Convención sobre los Derechos del Niño en 1989. La elección de esta fecha resalta la importancia de ambos documentos y su impacto en la vida de los niños y niñas de todo el mundo. La primera celebración oficial se llevó a cabo en 1955. A partir de entonces, UNICEF y otros organismos internacionales lideran la Organización de actividades y campañas para visibilizar los derechos de los menores y los desafíos que enfrentan. Durante esta jornada, se fomenta la participación de gobiernos, organizaciones y la sociedad civil en eventos educativos y de sensibilización para promover el bienestar infantil y trabajar por la protección de los niños, especialmente de los más vulnerables.

## Celebración por país
| País                 | Fecha                                  | Nombre                                                                                             | Detalles |
| -------------------- | -------------------------------------- | -------------------------------------------------------------------------------------------------- | --- |
| Albania              | 1 de junio                             | Dita Ndërkombëtare e Fëmijëve (en albanés)                                                         | En ese día los albaneses dan a los niños presentes, tienen desfiles y celebran ceremonias. |
| Alemania             | 20 de septiembre                       | Weltkindertag (en alemán)                                                                          | En la región este del país también se celebra el 1 de junio, como se hacía antes de la reunificación del país. En Berlín se celebran tanto el día internacional del niño (Internationaler Kindertag) como el día mundial del niño (Weltkindertag). |
| Angola               | 1 de junio                             | Dia Internacional da Criança (en portugués)                                                        | |
| Argentina            | Tercer domingo de agosto.              | Día del Niño                                                                                       | El Día del Niño históricamente se festejó el 1.er domingo de agosto. Pero se trasladó al 2º por pedido de la Cámara del Juguete. En 2011 dicha fecha se celebró el 21 de agosto, debido a que el 14 de ese mes se llevaron a cabo las elecciones Primarias Abiertas Simultáneas y Obligatorias en todo el país. A partir de 2013, la fecha es el 3.er domingo de agosto. Se festeja desde 1960, tradicionalmente se realiza el segundo domingo de agosto, pero la fecha se ajusta a las necesidades del mercado, ya que en este país dicho festejo se relaciona con el acto de regalarle juguetes a los niños. |
| Armenia              | 1 de junio[cita requerida]             | Մանկական օր                                                                                        | |
| Australia            | 4.º miércoles de octubre               | Children’s Day (en inglés)                                                                         | El Día del Niño en Australia tiene su antecedente en la Semana del Cuidado infantil, que antes de 1977 se celebraba en varios estados y territorios y cuyo énfasis recaía en los niños desvalidos y las instituciones de beneficencia infantil. El Gobierno australiano designó desde 1985 que cada cuarto miércoles de octubre sería el día dedicado a los niños en todo el país, así todas las regiones aportan una cuota para solventar los gastos de la celebración. |
| Bélgica              | 14 de abril                            | Children's Day (en idioma neerlandés, Fête des enfants en francés y Weltkindertag en idioma alemán | |
| Bolivia              | 12 de abril                            | Día del Niño                                                                                       | El Gobierno boliviano en 1955, durante la presidencia de Víctor Paz Estenssoro, instituyó como Día del Niño el 12 de abril mediante Decreto Supremo n.º 04017 del 11 de abril de 1955. En 2013, mediante Ley 357 de 13 de abril, se abrogó el Decreto Supremo n.º 04017 y se instituyó el 12 de abril como Día de la Niña y Niño en el Estado Plurinacional de Bolivia. Este cambio surgió a iniciativa de la Red Parlamentaria de la Niñez y Adolescencia con el objetivo de visibilizar la situación de las niñas bolivianas, sus necesidades y cuidados específicos que requieren para alcanzar su derecho a la igualdad y equidad de género. En este día, distintas organizaciones salen a dar comida, ropa, víveres, e invitar a personas a la playa, etc., a los niños y a sus familias más necesitadas. |
| Brasil               | 12 de octubre                          | Dia Mundial da Criança (en portugués)                                                              | En la década de 1920, el diputado Galdino do Valle Filho tuvo la idea de «crear» el Día del Niño. La Cámara de Representantes aprobó 12 de octubre y se oficializó como el Día del Niño por el presidente Artur Bernardes, a través del Decreto 4867 del 5 de noviembre de 1924. Pero solo en 1960, cuando la fábrica de juguetes Estrela hizo una promoción conjunta con Johnson & Johnson para poner en marcha «La semana del bebé robusto» (en portugués: a Semana do Bebê Robusto), y aumentar sus ventas, es que la fecha llegó a celebrarse. La estrategia funcionó, porque desde entonces el día del Niño se celebra con muchos regalos. Poco después, otras empresas decidieron crear la Semana de los Niños, para aumentar las ventas. Al año siguiente, los fabricantes de juguetes decidieron elegir a un solo día para la promoción y resucitó el antiguo decreto. A partir de entonces, el 12 de octubre se convirtió en una fecha importante para la industria del juguete en Brasil.          |
| Bulgaria             | 1 de junio                             | Ден на детето                                                                                      | |
| Chile                | Segundo domingo de agosto              | Día del Niño                                                                                       | La fecha oficial es el tercer miércoles de octubre; pero se celebra de facto el segundo domingo de agosto (o, en algunos años, el primer domingo). |
| China                | 1 de junio                             | 儿童节                                                                                             | Que se celebró por primera vez en China el 1 de junio de 1950. Es día de asueto para los niños menores de catorce años, instaurado por la ley en 2007. |
| Colombia             | Último día sábado del mes de abril     | Día de la Niñez y la Recreación                                                                    | Fue promulgado en el año 2001 por el Congreso. Al igual que en otros países, ha iniciado la costumbre de obsequiar regalos a los niños, también en algunos colegios se celebra este día.En Colombia existe la ley número 724 que estipula que el día del niño se realiza “con el objeto de realizar un homenaje a la niñez colombiana y con el propósito de avanzar en la sensibilización de la familia, la sociedad y el Estado sobre su obligación de asistir y proteger a los niños y niñas para garantizarles su desarrollo armónico e integral”.[cita requerida] |
| Corea del Norte      | 1 de junio                             | 어린이날 (en coreano)[cita requerida]                                                              | |
| Corea del Sur        | 5 de mayo                              | 어린이날 (en coreano)[cita requerida]                                                              | |
| Costa Rica           | 9 de septiembre                        | Día del niño                                                                                       | Se regalan juguetes a los niños, además en todos los centros educativos, ya sean públicos o privados, los niños asisten a una «fiesta» el día es completamente dedicado a la diversión infantil. Muchos centros educativos aprovechan este día para brindarles un mensaje a los niños sobre el papel que juegan en la sociedad y los riesgos a los que se ven expuestos y como defenderse. También algunos medios de comunicación radial o televisiva dedican programas enteros sobre temas de interés acercar de la niñez, e incluso invitan a dirigirlos a niños destacados por sus logros en su educación, causas sociales, campañas, etc. |
| Cuba                 | 1 de junio                             | Día del niño                                                                                       | Cuba celebra el Día del Niño el 1 de junio de cada año. |
| Ecuador              | 1 de junio                             | Día del Niño                                                                                       | En Ecuador el 1 de junio de cada año, las instituciones educativas (escuelas y colegios), las organizaciones estatales, las organizaciones no gubernamentales y las organizaciones populares que trabajan en pro de la niñez y adolescencia, organizan actos en sus respectivos establecimientos, en los que luego de recordar y reflexionar acerca de los derechos de los niños, se los celebra con música, juegos, presentaciones artísticas y compartiendo dulces, entre otras iniciativas. (INTELIDER) |
| El Salvador          | 1 de octubre                           | Día del Niño                                                                                       | En El Salvador el Día del Niño se relaciona con una resolución de la Organización de las Naciones Unidas (ONU), que en 1959 aprobó la Declaración de los Derechos de los infantes y en 1989, sancionó la Convención Internacional sobre los Derechos del Niño. En el día del niño salvadoreño se realizan distintas actividades para llevar alegría a los más pequeños y que pasen un día inolvidable. Por lo general dichas celebraciones se acostumbra llevarse a cabo en los centros educativos donde se les agasaja con una fiesta colmada de payasos, pasteles, piñatas y comida. |
| Eslovaquia           | 1 de junio[cita requerida]             | Deň detí                                                                                           | |
| España               | 26 de abril                            | Día del Niño                                                                                       | 26 de abril. Es un día para celebrar la figura del niño y de la niña. Es una fecha para recordar la actitud de los niños durante el confinamiento, que fue determinante para la contención de la pandemia y todo un ejemplo de superación y resiliencia, a pesar de la incertidumbre y la transformación de sus rutinas (escuela, amigos, actividades deportivas, culturales y de ocio…). Es un día es para conceder todo el protagonismo a niñas y niños, para subrayar mensajes que a lo largo del año se diluyen. Exceptuando a la Comunidad de Madrid, donde se celebra el segundo domingo de mayo. |
| Estados Unidos       | 2.º domingo de julio                   | | |
| Finlandia            | 20 de noviembre                        | Lasten päivä                                                                                       | |
| Francia              | 1 de junio[cita requerida]             | Journée Internationale des droits de l’enfant                                                      | |
| Guatemala            | 1 de octubre                           | Día del Niño                                                                                       | En Guatemala las familias celebran el día saliendo a comer y/o repartiendo regalos. Asimismo, en las escuelas o colegios celebran a los infantes a través de juegos, actividades recreativas, refacciones y permiten que los pequeños se disfracen de su personaje favorito. Cabe mencionar que también hay organizaciones que realizan eventos especiales para los niños de escasos recursos. |
| Honduras             | 10 de septiembre                       | Día del Niño                                                                                       | En Honduras mayormente las familias celebran el día, saliendo a comer o celebrando con una piñata en su comunidad. En las escuelas, también se celebra el día, se toma como un día festivo, invitándoles a ir al centro educativo con fines de celebrar el día. |
| Hungría              | Último domingo de mayo[cita requerida] | Gyermeknap                                                                                         | |
| Japón                | 5 de mayo                              | Día de los niños, Kodomo no hi (こどもの日)                                                        | Antiguamente, el 5 de mayo, se celebraba el día del niño varón, Tango no Sekku (端午の節句). También existe el día de la niña, Hinamatsuri, celebrado el 3 de marzo. |
| México               | 30 de abril                            | Día del Niño                                                                                       | En México se celebra a los niños cada 30 de abril, y en todo el país se organizan actividades culturales y de entretenimiento así como eventos de carácter artístico para promover el bienestar y los derechos de los niños. Las escuelas de los niveles preescolar y primaria ofrecen a sus alumnos un día lleno de actividades para conmemorar el día, tales como festivales o salidas a lugares de esparcimiento. Aun cuando es una celebración nacional no es día de asueto. Sin embargo, de acuerdo a una acta exhibida en una notaría pública en Ciudad Victoria, Tamaulipas, en México, el día del niño fue instaurado el 8 de mayo de 1916 en la ciudad de Tantoyuca, Veracruz. |
| Nicaragua            | 1 de junio[cita requerida]             | Día de la Niñez                                                                                    | Por costumbre se celebra este día el Día del Niño y la Niña. Sin embargo, la legislación nicaragüense establece por medio de la Ley 208 «Institúyase la Semana de la Niñez Nicaragüense del primero al 7 de junio de cada año. En esta semana los poderes del Estado, las autoridades municipales y la sociedad civil en sus diferentes expresiones centrarán sus esfuerzos en la divulgación de la promoción, defensa y aplicación de los derechos del niño y de la niña».[cita requerida] |
| Paraguay             | 16 de agosto                           | Día del Niño                                                                                       | Esta fecha tiene su origen en la batalla de Acosta Ñu, librada el 16 de agosto de 1869, durante la guerra de la Triple Alianza. En dicha batalla, niños y adolescentes paraguayos combatieron precariamente armados contra las fuerzas invasoras brasileñas y fueron masacrados sin piedad. El Día del Niño es entonces un homenaje al extraordinario acto de heroísmo realizado por esos niños caídos en combate. |
| Panamá               | 3.er domingo de julio                  | Día del Niño y la Niña                                                                             | Anteriormente era celebrado el 1 de noviembre, pero fue cambiado debido la escasa relevancia que alcanzaba el día en esa fecha pues terminaba compitiendo con otras fechas como el día de Conmemoración de los Fieles Difuntos (2) y con los días patrios: Separación de Panamá de Colombia (3), Día de la Bandera de Panamá (4), Movimiento de Separación en Colón (5), El Grito de Independencia en la Villa de Los Santos (10) y Independencia de Panamá de España (28) donde la movilización de las personas es mayor por darse estos días como de fiesta nacional o feriados. Gaceta Oficial n.º 25 199, Panamá (20 de diciembre de 2004). «Asamblea Nacional Panamá, Ley n.º 56 del 15 de diciembre de 2004». Archivado desde el original el 28 de julio de 2014. Consultado el 20 de julio de 2014. |
| Perú                 | 3.er domingo de agosto                 | Día del Niño                                                                                       | En 2002, el Congreso de la República estableció, a través de la Ley n.º 27666, que el segundo domingo de abril se celebre en Perú el Día del Niño Peruano. Pero se celebra de facto el tercer domingo de agosto. |
| Polonia              | 1 de junio                             | Dzień Dziecka[cita requerida]                                                                      | |
| Portugal             | 1 de junio[cita requerida]             | Dia Mundial da Criança                                                                             | |
| Puerto Rico          | 2.º domingo de agosto                  | | Para añadir un nuevo artículo 3 y redenominar el artículo 3 vigente como artículo 4 a la Ley n.º 116 de 19 de julio de 1979, que designa oficialmente el segundo domingo de agosto de cada año como el Día del Niño, a los fines de ordenar al Departamento de la Familia, al Departamento de Educación, Departamento de Salud y a la Junta Asesora para la Protección y el Fortalecimiento de la Familia que coordinen con las organizaciones cívicas, comunitarias, privadas y profesionales multidisciplinarios del país, para celebrar todas aquellas actividades públicas y especiales necesarias y adecuaciación ciudadana para la erradicación del problema de la violencia y el maltrato contra los niños en el país. Establecer el desarrollo de una campaña educativa y de divulgación sobre los programas gubernamentales existentes contra dicho maltrato, así como exhortar a los medios de comunicación privados y comerciales para que se integren a dicho esfuerzo como un servicio público. |
| República Dominicana | 29 de septiembre                       | Día Nacional de los Derechos del Niño                                                              | En 1992, el entonces presidente, doctor Joaquín Balaguer declaró el 29 de septiembre de cada año como el Día Nacional de los Derechos del Niño mediante el decreto número 288-92. |
| República Checa      | 1 de junio[cita requerida]             | Den dětí                                                                                           | |
| Romania              | 1 de junio[cita requerida]             | Ziua Copilului                                                                                     | En Bucarest, las instituciones como el Museo del Campesino o el Museo Nacional de Arte de Rumanía organizan talleres de cerámica y pintura, exposiciones, concursos, tómbolas y representaciones teatrales. En lugares al aire libre, como el Museo de la Aldea Rumana, se desarrollan actividades como danzas tradicionales o labores agrícolas, enseñando a los niños a cultivar verduras y vegetales y explicándoles las ventajas de una dieta sana. En colegios y guarderías, se dejan de lado por un día las matemáticas y la lengua para dedicarse intensivamente a jugar, comer pasteles y pasárselo bien.[cita requerida] |
| Rusia                | 1 de junio                             | День защиты детей y en español: Día Internacional de la Defensa del Niño [cita requerida]          | La tradición de celebrar este día se remonta a los años de posguerra 1941-1945, cuando diezmada la población adulta, el destino de muchos niños huérfanos y discapacitados causaba una honda preocupación. Precisamente en la sesión de la Federación Democrática Internacional de la Mujer, que tuvo lugar en Moscú en 1949, fue proclamada una fiesta especial dedicada a los menores, el Día Internacional de la Defensa del Niño, que se celebró por primera vez el 1 de junio de 1950 en 51 países del mundo. |
| Sudáfrica            | 16 de junio                            | | Sudáfrica festeja el día del niño bajo el lema «Alto a la violencia contra la infancia», debido al movimiento estudiantil del 16 de junio de 1976 en el que se contabilizaron setecientas pérdidas de niños en esa ciudad. |
| Suecia               | 1.er lunes de octubre                  | Internationella barndagen (en sueco).                                                              | |
| Turquía              | 23 de abril                            | Ulusal Egemenlik ve Çocuk Bayramı (en turco), ‘Día del niño y la Soberanía Nacional’               | En 23 de abril de 1929, a propuesta de Atatürk, La Gran Asamblea Nacional Turca decretó el 23 de abril como un día de fiesta nacional y fue dedicada a los niños. Así, Turquía se convirtió en el primer país del mundo que celebraría el Día de los Niños de manera oficial. Hoy en día esta fiesta nacional se celebra en Turquía con los niños de todo el mundo en un espíritu de paz y armonía. |
| Túnez                | 11 de enero                            | يوم الطفل (En idioma árabe), en francés Fête des enfants                                           | |
| Ucrania              | 1 de junio                             | Міжнародний день захисту дітей                                                                     | |
| Uruguay              | 2.º domingo de agosto                  | Día del Niño                                                                                       | Común el presente de padres a niños. Con algunas excepciones, se celebra el segundo domingo de agosto. |
| Venezuela            | 3.er domingo de julio                  | Día del Niño                                                                                       | En 1990 el Estado venezolano ratificó la Convención Internacional sobre los Derechos del Niño, lo que generó, en el seno de organizaciones sociales independientes del sector oficial que trabajaban con niños y adolescentes, un gran entusiasmo que se tradujo en una diversidad de propuestas cuyo alcance llegó hasta el cambio de instrumentos jurídicos en esta materia. Cada año se les hacen grandes festejos tanto en casa como en diferentes instituciones públicas y privadas. Es muy común festejarlo mayormente en los parques. Coincide además con el inicio de las vacaciones escolares. |

## Derechos de los niños y niñas
Según la Convención Internacional sobre los Derechos del Niño y la Niña:
1. Derecho a la vida
2. Derecho a la salud
3. Derecho a la protección
4. Derecho a la educación
5. Derecho a una identidad
6. Derecho a una información de calidad
7. Derecho al juego
8. Derecho a expresar su opinión y ser escuchado
9. Derecho a la intimidad
10. Derecho a asociarse